# 1121
Cette page concerne l'année 1121  du calendrier julien.
L'année 1121 est une année commune qui commence un samedi.

## Événements
- Janvier : Boleslas III le Bouche-Torse prend Stettin à la faveur des glaces[1], et réunit la Poméranie occidentale à la Pologne.

- Mars-avril : Theologia summi boni, traité sur la Trinité publié par Abélard est condamnée aux flammes par le concile de Soissons[2].

- 14 avril : consécration de la mosquée de Tudela transformée en église[3]. La ville a été prise par les Aragonais et les Navarrais en 1119.
- Après le 27 avril : première occurrence du titre de « roi de France »  (rex Franciae) dans une lettre de Louis VI adressée au pape Calixte II. Il lui déclare qu'il ne supportera pas que l'église de Sens soit soumise à celle de Lyon, étrangère au royaume de France[4],[5].
- 12 août : le roi David IV de Géorgie et ses alliés écrasent une armée seldjoukides menée par Il Ghazi à la bataille de Didgori[6].

- Novembre, révolte des Almohades : Ibn Tumart, prophète berbère de l’anti-Atlas, au retour d’un voyage en Orient, se proclame Imam et Mahdi et prêche le Djihad contre les Almoravides au Maghreb al-‘Aqsa (Maroc)[7]. Grâce à l’appui des Berbères maçmouna, il fait construire une mosquée à Tinmel qui devient sa capitale (1125). Ibn Tumar parvient à mettre les thèmes de l’unicité de Dieu (almohadisme) et de son immatérialité au service d’un nouveau souffle conquérant.

- 11 décembre[8] : le vizir Al-Afdal Shâhânshâh est assassiné dans les rues du Caire sur l’ordre du calife fatimide al-Amir.